# Isostola tenebrata
Isostola tenebrata är en fjärilsart som beskrevs av Erich Martin Hering 1925. Isostola tenebrata ingår i släktet Isostola och familjen björnspinnare. Inga underarter finns listade i Catalogue of Life.